# Nadine Ernsting-Krienke
Nadine Ernsting-Krienke (Telgte, 5 februari 1974) is een voormalig hockeyster uit Duitsland.
Ernsting-Krienke nam viermaal deel aan de Olympische Zomerspelen en won tijdens haar debuut in 1992 de zilveren medaille.
Ernsting-Krienke behaalde haar grootste succes tijdens de Olympische Spelen 2004 met het winnen van de gouden medaille.
Ernsting-Krienke speelde 343 interlands en daarin trof zij 120 doelpunten.

## Erelijst
- 1991 –  Champions Trophy in Berlijn
- 1991 –  Europees kampioenschap in Amstelveen
- 1992 –  Olympische Spelen in Barcelona
- 1993 –  Champions Trophy in Amstelveen
- 1994 – 4e Wereldkampioenschap in Dublin
- 1995 – 4e Champions Trophy in Mar del Plata
- 1995 –  Europees kampioenschap in Amstelveen
- 1996 – 6e Olympische Spelen in Atlanta
- 1997 –  Champions Trophy in Berlijn
- 1998 –  Wereldkampioenschap in Utrecht
- 1999 –  Champions Trophy in Brisbane
- 1999 –  Europees kampioenschap in Keulen
- 2000 –  Champions Trophy in Amstelveen
- 2000 – 7e Olympische Spelen in Sydney
- 2002 – 7e Wereldkampioenschap in Perth
- 2003 –  Europees kampioenschap in Barcelona
- 2004 –  Olympische Spelen in Athene
- 2004 –  Champions Trophy in Rosario
- 2005 –  Europees kampioenschap in Dublin
- 2005 – 5e Champions Trophy in Canberra
- 2006 –  Champions Trophy in Amstelveen
- 2006 – 8e Wereldkampioenschap in Madrid
- 2007 –  Champions Trophy in Quilmes

- Gemeinsame Normdatei: 1034716735
- International Standard Name Identifier: 0000 0004 0897 9831
- Virtual International Authority File: 302341835